# P21
p21 je protein, který tlumí činnost jakéhokoliv komplexu cyklin-dependentních kináz s cyklinem a tím brání vstupu buněk do dalších kol buněčného cyklu. Aktivita p21 je stimulována pomocí proteinu p53, tedy např. v reakci na poškození DNA. Patří mezi Kip/Cip inhibitory.